# HIV na gravidez
HIV na gravidez é a presença de uma infecção por HIV/AIDS em uma mulher enquanto ela está grávida. Existe risco de transmissão do HIV da mãe para o filho em três situações principais: gravidez, parto e durante a amamentação. Este tema é importante porque o risco de transmissão viral pode ser significativamente reduzido com intervenção médica apropriada e, sem tratamento, o HIV/AIDS pode causar doenças graves e morte tanto na mãe quanto no filho. Isso é exemplificado por dados dos Centros de Controle e Prevenção de Doenças (CDC): Nos Estados Unidos e em Porto Rico, entre 2014 e 2017 – onde o cuidado pré-natal é geralmente acessível – houve 10.257 bebês expostos à infecção materna por HIV in utero que não se infectaram e 244 bebês expostos que se infectaram.
A carga da Epidemiologia do HIV/AIDS, incluindo a transmissão de mãe para filho, afeta de maneira desproporcional os países de baixa e média renda, em particular os países do Sul da África. A Organização Mundial da Saúde (OMS) estima que 1,3 milhão de mulheres e meninas vivendo com HIV engravidam a cada ano.
Os riscos tanto de infecção neonatal por HIV quanto de doença materna são reduzidos por meio de rastreamento pré-natal adequado, tratamento da infecção por HIV com Terapia Antirretroviral (TAR) e adesão às recomendações após o nascimento. Notavelmente, sem medicações antirretrovirais, intervenções obstétricas e recomendações referentes à amamentação, há aproximadamente 30% de risco de transmissão do HIV de mãe para filho. Esse risco é reduzido para menos de 1% quando as intervenções mencionadas são empregadas. O American College of Obstetrics and Gynecology (ACOG) recomenda, portanto, o teste de HIV como componente rotineiro tanto do pré-parto quanto do primeiro trimestre do cuidado pré-natal para garantir intervenções rápidas e apropriadas.
A infecção por HIV não é uma contraindicação à gravidez. Mulheres com HIV podem optar por engravidar se assim desejarem; contudo, elas são incentivadas a conversar com seus médicos previamente. Notavelmente, 20-34% das mulheres nos Estados Unidos vivendo com HIV desconhecem seu diagnóstico até que engravidem e realizem o rastreamento pré-natal.

## Mecanismo de transmissão
O HIV pode ser transmitido de uma mãe infectada para o neonato em três circunstâncias: através da placenta durante a gravidez (intrauterino), no parto devido ao contato do feto com secreções genitais e sangue materno infectados ou, no pós-natal, através do leite materno. Esse tipo de transmissão viral também é conhecido como Infecção transmitida verticalmente. Acredita-se que a transmissão de mãe para filho ocorra com mais frequência no momento do parto, quando o bebê tem contato direto com o sangue ou secreções genitais/fluidos infectados da mãe. O tratamento materno com terapia TAR antes do parto diminui a carga viral, ou a quantidade de vírus presente no sangue e outros fluidos corporais da mãe, o que reduz significativamente a chance de transmissão do vírus para o feto durante o trabalho de parto.

## Sinais e sintomas

### Maternos
As infecções por HIV em adultos geralmente seguem um curso de 3 estágios, conforme descrito a seguir:

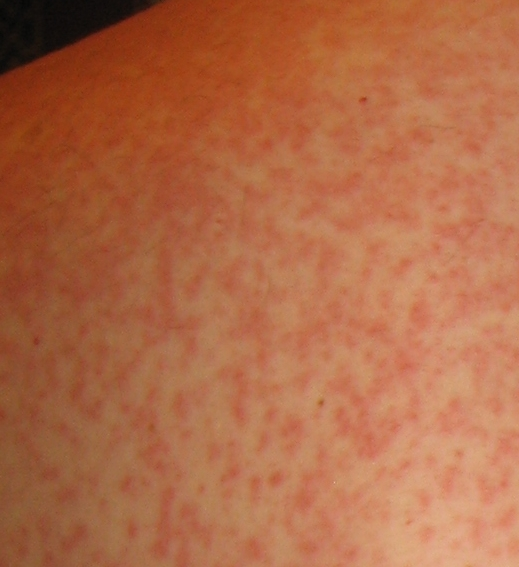
Exantema maculopapular – nota: esta imagem mostra um exantema inespecífico que não está necessariamente associado a uma infecção aguda por HIV

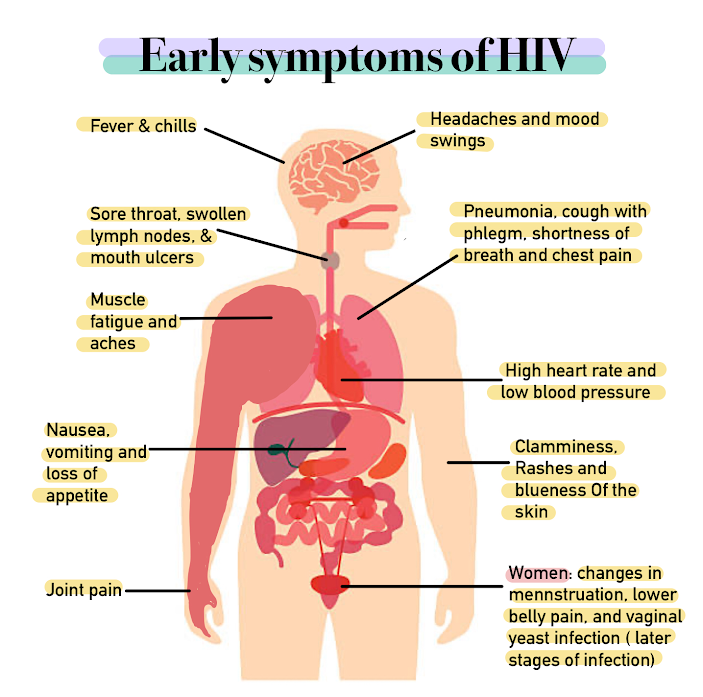
Diagrama dos sintomas precoces do HIV

Estágio inicial, agudoO estágio inicial de uma infecção por HIV envolve rápida replicação viral e infecção. Este estágio normalmente dura de 2 a 4 semanas após a infecção e se resolve espontaneamente. Entre 50 e 90% dos adultos apresentam sintomas durante essa fase da infecção. Nesse período, as mulheres podem apresentar febre, dor de garganta, letargia, linfonodos aumentados, diarreia e exantema. O exantema é descrito como maculopapular, ou seja, composto por lesões planas e elevadas, aparecendo no tronco, braços e pernas, mas não nas palmas das mãos ou solas dos pés.
Estágio intermediário, crônico/latenteO estágio intermediário de uma infecção por HIV pode durar de 7 a 10 anos em pacientes que não recebem terapia TAR. Durante esse período, o vírus não está latente ou inativo, mas se aloja nos linfonodos, onde replica em níveis baixos. Geralmente, as mulheres são assintomáticas, mas algumas podem apresentar febres persistentes, fadiga, perda de peso e linfonodos aumentados, condição conhecida como complexo relacionado à AIDS (ARC).
Estágio tardio, avançado/imunodeficienteA AIDS é causada pela destruição progressiva dos células T auxiliares do sistema imunológico pelo vírus HIV. AIDS é definida por uma contagem de células CD4 inferior a 200 células por microlitro (indicativo de imunodeficiência grave) ou pelo desenvolvimento de uma condição específica da AIDS. Por estarem imunocomprometidas, mulheres nesta fase correm risco de infecções oportunistas graves, que a população geral contrai de forma leve ou não contrai. Esses tipos de infecções causam doenças e mortes significativas em pacientes com HIV/AIDS. Pessoas com infecções por HIV avançadas também têm maior risco de desenvolver sintomas neurológicos (por exemplo, transtorno neurocognitivo associado ao HIV e neuropatia periférica), e certos cânceres (por exemplo, Linfoma de células B não Hodgkin, sarcoma de Kaposi e cânceres associados ao infecção por papilomavírus humano incluindo câncer anal, cervical, oral e faríngeo, peniano e câncer vulvar).

### Infantil

Candidíase oral (sapinho) em uma criança

A apresentação clínica do HIV em bebês não tratados é menos previsível e específica do que em adultos. Notavelmente, se o diagnóstico de HIV for realizado e tratado adequadamente, os sintomas e complicações no bebê são raros. Sem terapia TAR, bebês nascidos com HIV têm prognóstico ruim. Se os sintomas se desenvolverem, os mais comuns incluem febres persistentes, aumento generalizado dos linfonodos, esplenomegalia e/ou hepatomegalia, falha de crescimento e diarreia. Essas crianças também podem desenvolver infecções oportunistas, notadamente candidíase oral recorrente (Candidíase) e/ou assaduras por Candida na área da fralda, pneumonia ou infecções bacterianas, virais, parasitárias ou fúngicas invasivas. Sintomas neurológicos, particularmente encefalopatia associada ao HIV, são comuns em bebês com HIV não tratado.

## Diagnóstico/triagem

### Planejamento da gravidez
Os principais fatores a serem considerados no planejamento da gravidez para indivíduos soropositivos são o risco de transmissão da doença entre os parceiros e o risco de transmissão para o feto. Ambos os riscos podem ser mitigados com planejamento perinatal e cuidados preventivos adequados.
ACOG e os Institutos Nacionais de Saúde (NIH) recomendam que todos os casais em que um ou ambos os parceiros são soropositivos busquem aconselhamento pré-concepcional e consultem especialistas em Obstetrícia e Ginecologia, Doenças Infecciosas e, possivelmente, endocrinologia reprodutiva e infertilidade, para garantir orientação individualizada de acordo com seus estados específicos e considerando os riscos para o feto associados ao uso de medicações TAR.
Casais em que apenas um dos parceiros é soropositivo correm risco de transmitir o HIV para o parceiro não infectado. Esses casais são conhecidos como casais sorodiscordantes. O CDC relata que pessoas com HIV que conseguem manter cargas virais indetectáveis durante o uso de terapia TAR têm risco negligenciável de transmitir o HIV por meio de relações sexuais, com base em estudos observacionais de larga escala, notadamente o ensaio clínico HPTN 052, o estudo PARTNER, o estudo PARTNER2 e o estudo Opposites Attract. O NIH, portanto, aconselha que pessoas com HIV que mantêm carga viral indetectável por meio de adesão à terapia TAR podem tentar a concepção por meio de relações sexuais sem preservativo com risco mínimo de transmissão para o parceiro soronegativo. O NIH recomenda ainda que alinhar as relações sexuais sem preservativo com o pico de fertilidade, que ocorre na ovulação – por meio de testes de ovulação e consulta com especialistas – pode maximizar as chances de concepção.

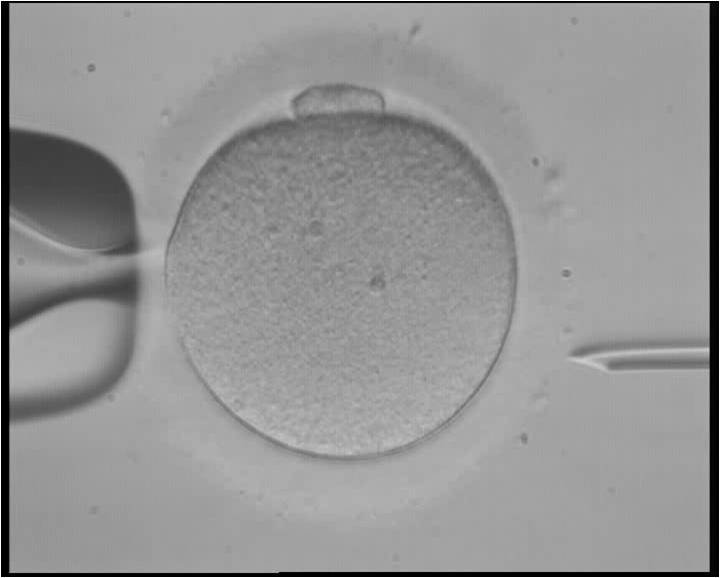
Fertilização in vitro

Quando o indivíduo soropositivo em um casal sorodiscordante não alcançou supressão viral ou seu status viral é desconhecido, há outras opções para prevenir a transmissão entre os parceiros. A primeira opção é administrar Terapia de Profilaxia Pré-Exposição (PrEP) ao parceiro soronegativo, envolvendo dose diária única de um medicamento combinado para prevenir a transmissão do HIV após relações sexuais sem preservativo. O NIH aconselha a administração de PrEP para casais sorodiscordantes que tentem conceber por meio de relações sexuais sem preservativo, enfatizando que a adesão é absolutamente necessária para proteger efetivamente o parceiro soronegativo. A outra opção para alcançar a concepção enquanto se previne a transmissão entre os parceiros é a assistência reprodutiva. Quando a mulher que deseja engravidar é soropositiva, ela pode realizar inseminação assistida com sêmen de seu parceiro para reduzir o risco de transmissão. Quando o homem é soropositivo, o casal pode optar pelo uso de sêmen de doador ou utilizar técnicas de preparação do sêmen (por exemplo, lavagem de sêmen e teste viral subsequente da amostra) e fertilização in vitro para reduzir o risco de transmissão para a parceira.
Em casais em que ambos são soropositivos, a concepção pode ocorrer normalmente sem risco de transmissão entre eles. No entanto, é vital que qualquer mãe com HIV inicie e mantenha terapia TAR apropriada sob a orientação de um especialista em HIV antes e durante a gravidez para reduzir o risco de transmissão perinatal para o feto.
Embora técnicas reprodutivas assistidas estejam disponíveis para casais sorodiscordantes, ainda existem limitações para alcançar uma gravidez bem-sucedida. Mulheres com HIV demonstram ter fertilidade diminuída, o que pode afetar as opções reprodutivas disponíveis. Mulheres com HIV também têm maior probabilidade de serem infectadas por outras doenças sexualmente transmissíveis, o que as coloca em maior risco de infertilidade. Homens com HIV parecem ter diminuição no volume do sêmen e na motilidade dos espermatozoides, reduzindo sua fertilidade. A terapia TAR também pode afetar a fertilidade em homens e mulheres e alguns medicamentos podem ser tóxicos para os embriões.

### Testagem na gravidez

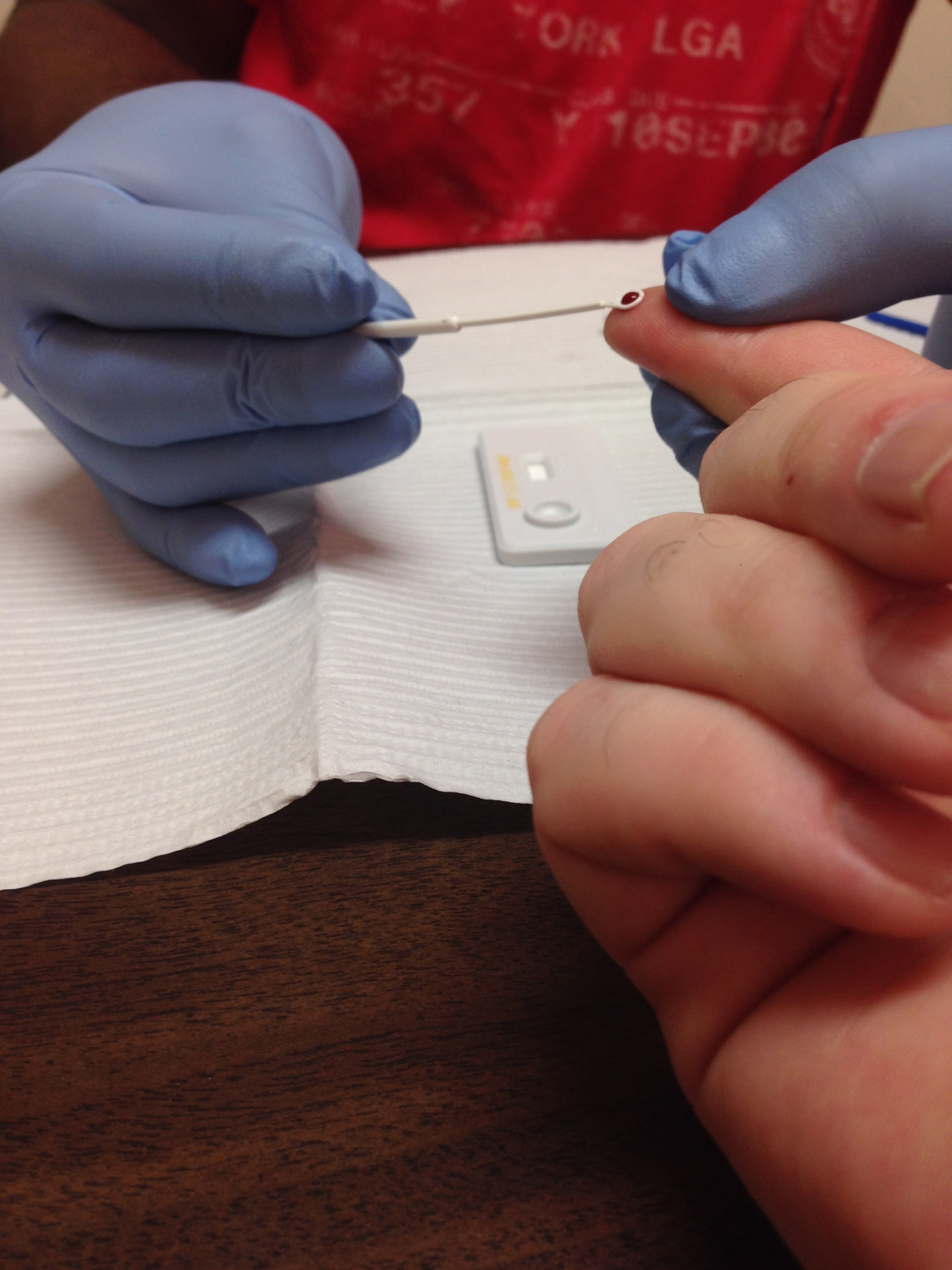
Aplicação do teste rápido de HIV em uma paciente

A identificação precoce da infecção materna por HIV e o início da terapia TAR na gravidez são vitais para prevenir a transmissão do vírus para o feto e proteger a saúde materna, já que mulheres infectadas por HIV que não são testadas têm maior probabilidade de transmitir a infecção para seus filhos. O CDC, NIH, ACOG e a Academia Americana de Pediatria recomendam o teste de Diagnóstico do HIV/AIDS no primeiro trimestre para todas as gestantes como parte do cuidado pré-natal de rotina. O NIH ainda esclarece essa recomendação, indicando que o teste de HIV deve ser realizado o mais cedo possível, onde quer que a mulher procure atendimento e confirme que está grávida (por exemplo, no pronto-socorro). A testagem no primeiro trimestre é realizada simultaneamente com outros exames laboratoriais rotineiros da gravidez nos Estados Unidos, incluindo: hemograma completo, tipagem sanguínea e fator Rh, análise de urina, cultura de urina, dosagem de anticorpos para rubéola, títulos para hepatites B e C, rastreamento de infecções sexualmente transmissíveis e teste para tuberculose. A ACOG aconselha que os cuidadores pré-natais repitam a testagem no terceiro trimestre, antes de 36 semanas de gestação, para as seguintes mulheres: aquelas que permanecem em alto risco de contrair HIV, que residem em áreas com alta incidência de HIV na gravidez, que estão encarceradas ou que apresentam sintomas sugestivos de infecção aguda por HIV. Para mulheres que não receberam cuidados pré-natais ou não foram previamente testadas para HIV durante a gravidez, ACOG e o NIH sugerem a realização de uma testagem rápida de HIV na unidade de trabalho de parto e parto ou imediatamente no pós-parto.
Atualmente, a testagem para HIV nos Estados Unidos é oferecida em uma base de opção automática (opt-out), conforme a recomendação do CDC. O teste de opção automática envolve educar a paciente sobre o impacto da infecção por HIV na gravidez, informando que o rastreamento para HIV é recomendado para todas as gestantes e que ela receberá automaticamente o teste juntamente com os demais exames de rotina, a menos que ela recuse explicitamente e assine um termo de consentimento para removê-lo do painel laboratorial. O modelo alternativo, denominado opção ativa (opt-in), envolve orientar as mulheres sobre o teste de HIV, sendo que elas optam por realizá-lo assinando um termo de consentimento. O modelo opção ativa não é recomendado pelo CDC, pois está associado a taxas menores de testagem.
Se a mulher optar por recusar o teste, ela não o realizará. Entretanto, continuará recebendo orientação sobre HIV durante a gravidez para que esteja o mais informada possível sobre a doença e seu potencial impacto. O teste de HIV será oferecido em todas as fases da gravidez, caso ela mude de ideia.
Os protocolos mais atualizados de testagem para HIV recomendam o uso do ensaio imunológico de combinação de antígeno/anticorpo para HIV-1 e HIV-2 como exame inicial de rastreamento para uma infecção por HIV. Este exame de sangue avalia se a mãe criou anticorpos, que são proteínas do sistema imunológico que combatem doenças, contra os vírus HIV-1 e HIV-2. Esses anticorpos estarão presentes apenas se a paciente tiver sido exposta ao HIV, funcionando assim como um marcador de infecção. O exame também detecta uma proteína chamada p24 no sangue materno, que é um componente específico do vírus HIV e atua como marcador precoce da infecção. Se este exame for positivo, o CDC recomenda a realização de exames complementares utilizando o ensaio imunológico de diferenciação de anticorpos HIV-1/HIV-2, que confirma o diagnóstico e determina o tipo específico de infecção pelo HIV para direcionar o manejo da paciente.
Por vezes, no entanto, a pessoa pode estar infectada pelo HIV, mas o corpo ainda não produziu anticorpos suficientes para serem detectados pelo exame. Se uma mulher possuir fatores de risco para infecção por HIV ou apresentar sintomas de uma infecção aguda, mas testar negativo no exame inicial de rastreamento, ela deve ser retestada após 3 meses para confirmar a ausência de HIV, ou receber exames adicionais com um ensaio de RNA para HIV, que pode ser positivo antes do ensaio imunológico de anticorpo/antígeno. As medicações antirretrovirais devem ser iniciadas no momento do diagnóstico materno de HIV e continuadas indefinidamente.

## Tratamento/manejo

### Cuidado pré-natal

#### Prevenção da transmissão de mãe para filho
O risco de transmissão do HIV de mãe para filho está diretamente relacionado à carga viral plasmática da mãe. Mães não tratadas com carga viral alta (HIV RNA superior a 100.000 cópias/mL) apresentam risco de transmissão acima de 50%. Para mulheres com carga viral baixa (HIV RNA inferior a 1000 cópias/mL), o risco de transmissão é inferior a 1%. Em geral, quanto menor a carga viral, menor o risco de transmissão. Por essa razão, a TAR é recomendada durante toda a gravidez para manter os níveis de carga viral o mais baixos possível e reduzir o risco de transmissão. O uso de drogas TAR que atravessam a placenta de forma eficaz também pode agir como profilaxia pré-exposição para o bebê, atingindo níveis adequados no feto para prevenir a infecção viral. Finalmente, recomenda-se que medicamentos TAR sejam administrados ao bebê após o nascimento para continuar a oferecer proteção contra o vírus ao qual ele pode ter sido exposto durante o parto.

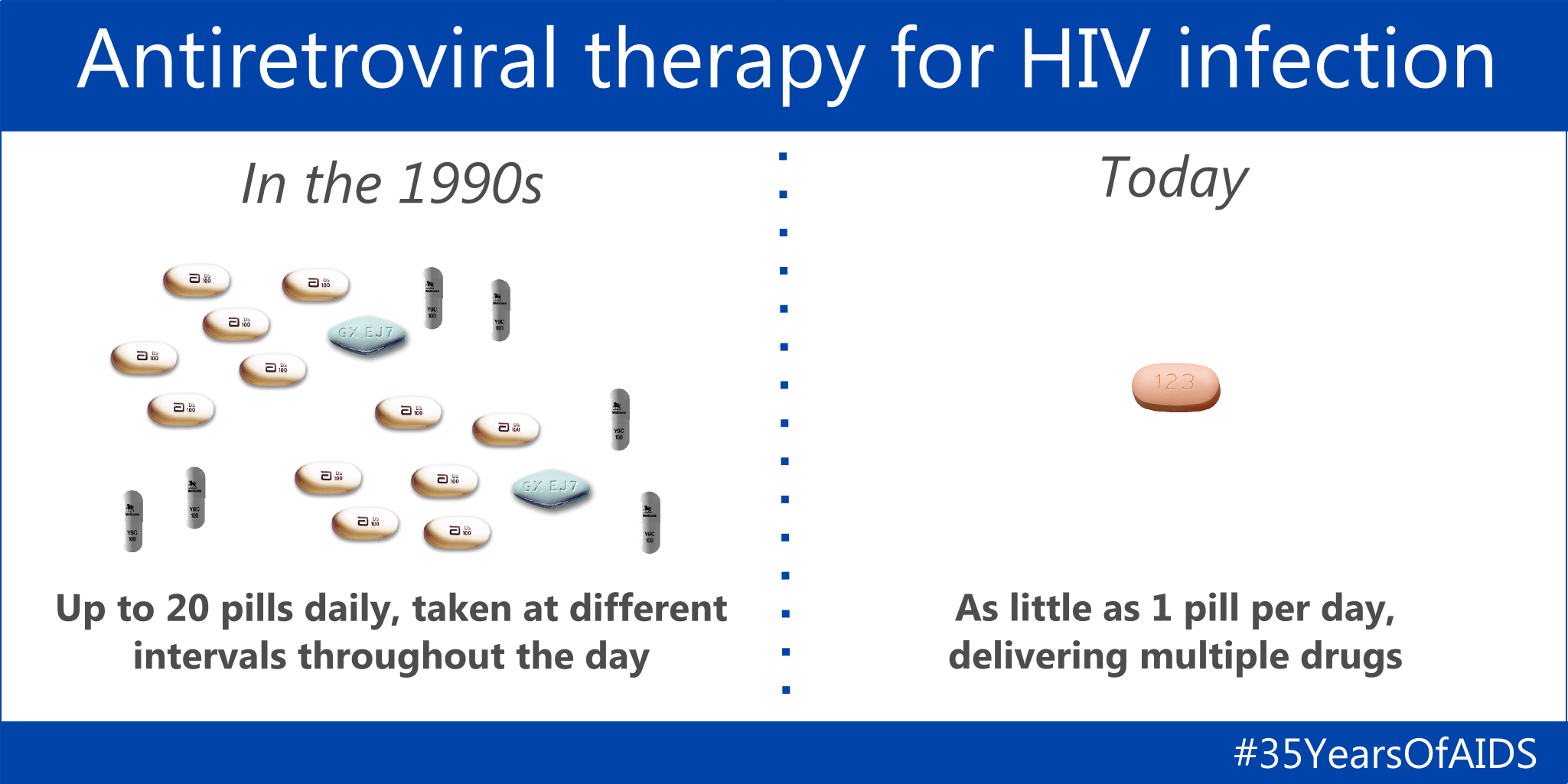
Terapia antirretroviral moderna

Todas as gestantes que testarem positivas para HIV devem iniciar e continuar a terapia TAR independentemente dos níveis de CD4 ou carga viral para reduzir o risco de transmissão viral. Quanto mais cedo a TAR for iniciada, maior a probabilidade de que a carga viral esteja suprimida no momento do parto. Algumas mulheres se preocupam com o uso precoce da TAR na gravidez, pois os bebês são mais suscetíveis a toxicidades dos medicamentos no primeiro trimestre. Contudo, adiar o início da TAR pode ser menos eficaz na redução da transmissão da infecção.
Terapia antirretroviral é utilizada principalmente nos seguintes momentos da gravidez para reduzir o risco de transmissão do HIV de mãe para filho:
- Durante a gravidez: Gestantes infectadas pelo HIV recebem um regime oral de pelo menos três medicamentos anti-HIV.[31]
- Durante o trabalho de parto e parto: Gestantes infectadas pelo HIV que já estão em TAR tripla devem continuar com o regime oral. Se a carga viral for alta (HIV RNA superior a 1.000 cópias/mL) ou houver dúvidas sobre a adesão às medicações, então é adicionada administração intravenosa de zidovudina (AZT) no momento do parto.[32] Gestantes que não estiveram em TAR antes do parto ou que estiveram em TAR por menos de quatro semanas também devem receber AZT intravenoso ou uma dose única de nevirapina (sdNVP), tenofovir (TDF) e emtricitabina (FTC) e uma dose de AZT a cada três horas.[33]

De acordo com as recomendações atuais da OMS, CDC e do Departamento de Saúde e Serviços Humanos dos EUA (DHHS), todos os indivíduos com HIV devem iniciar TAR assim que forem diagnosticados. A recomendação é mais enfática nas seguintes situações:
- Contagem de CD4 abaixo de 350 células/mm3
- Alta carga viral (HIV RNA superior a 100.000 cópias/mL)
- Progressão do HIV para AIDS
- Desenvolvimento de infecções e doenças relacionadas ao HIV
- Gravidez

#### Trabalho de parto e parto
As mulheres devem continuar tomando seu regime TAR conforme prescrito durante o período pré-natal e o parto. A carga viral ajuda a determinar qual o modo de parto mais seguro para a mãe e o bebê.
De acordo com o NIH, quando a mãe recebe TAR e sua carga viral está baixa (HIV RNA inferior a 1000 cópias/mL) no momento do parto, o risco de transmissão viral durante o parto é muito baixo e pode ser realizado um parto vaginal. Uma cesariana ou indução do trabalho de parto devem ser realizadas apenas se houver necessidade médica para razões não relacionadas ao HIV nesta população.
Se a carga viral materna for alta (HIV RNA superior a 1000 cópias/mL) ou se o status viral for desconhecido próximo ao parto (mais de 34 semanas de gestação), é apropriado agendar uma cesariana às 38 semanas para reduzir o risco de transmissão do HIV durante o parto. Nessas situações, essa é a diretriz de manejo apropriada independentemente de a mãe ter feito ou não a TAR pré-natal.
Por vezes, mulheres com alta carga viral que deveriam receber cesariana chegam ao hospital com a ruptura da bolsa amniótica ou em trabalho de parto, e o manejo dessas pacientes é determinado caso a caso, pois a cesariana pode não reduzir significativamente o risco de transmissão da infecção. O NIH recomenda que os prestadores de cuidados de saúde nos Estados Unidos entrem em contato com o Centro Nacional de Consulta Clínica de HIV/AIDS Perinatal pelo telefone 1-888-448-8765 para orientações adicionais nesses casos.
Todas as mulheres que chegarem ao hospital em trabalho de parto e cujo status de HIV for desconhecido ou que estejam em alto risco de contrair a infecção, mas não tenham recebido a testagem repetida no terceiro trimestre, devem ser testadas para HIV usando um teste rápido de antígeno/anticorpo. Se o teste rápido for positivo, deve ser iniciada imediatamente a administração intravenosa de zidovudina (AZT) na mãe e realizados exames confirmatórios adicionais.
A administração intravenosa de Zidovudina é uma droga antirretroviral que deve ser administrada a mulheres no momento do parto ou próximo a ele nas seguintes situações:
- Carga viral alta (HIV RNA superior a 1000 cópias/mL)
- Carga viral desconhecida
- Suspeita clínica de não adesão da mãe ao regime TAR pré-natal
- Teste rápido de antígeno/anticorpo para HIV positivo no trabalho de parto ou antes de uma cesariana programada

A administração de zidovudina intravenosa pode ser considerada, caso a caso, para mulheres com carga viral moderada (HIV RNA maior ou igual a 50 cópias/mL E inferior a 1000 cópias/mL) próximo ao parto. A zidovudina intravenosa só não é administrada se as mulheres forem tanto aderentes ao regime TAR prescrito durante a gravidez quanto tiverem mantido carga viral baixa próximo ao parto (HIV RNA inferior a 50 cópias/mL entre 34 e 36 semanas de gestação).
Outras considerações para o manejo de mulheres soropositivas durante o trabalho de parto e parto incluem as seguintes recomendações para reduzir o risco de transmissão do HIV:
- Evitar eletrodos de couro cabeludo fetal para monitoramento, especialmente se a carga viral materna for superior a 50 cópias/mL.
- Evitar ruptura artificial da bolsa e parto operatório (uso de fórceps ou extrator a vácuo), se possível, particularmente em mulheres que não atingiram supressão viral. Se esses métodos forem necessários, devem ser realizados com cuidado e de acordo com os padrões obstétricos.
- As possíveis interações entre os medicamentos TAR específicos tomados pela mãe e os administrados durante o trabalho de parto devem ser consideradas pelos prestadores de cuidados antes da administração dos fármacos.

#### Imunizações
Todas as gestantes devem receber a vacina influenza inativada e a vacina TdaP, que cobre tétano, difteria e coqueluche (tosse convulsa) durante o primeiro trimestre, independentemente do status de HIV. Se uma gestante testar positiva para HIV, ela também deve ser vacinada contra pneumococo, meningococo e contra Hepatite A e Hepatite B após conversa com seu médico. A vacinação é importante para prevenir complicações infecciosas graves associadas às doenças mencionadas, às quais pacientes com HIV estão mais suscetíveis.
Gestantes não devem receber vacinas vacina atenuada, incluindo a vacina contra o papilomavírus humano (vacina HPV), a vacina contra sarampo, caxumba e rubéola (vacina MMR), a vacina contra a gripe ao vivo e a vacina varicela (catapora), independentemente do status de HIV, pois essas vacinas podem prejudicar o feto.

#### Avaliação complementar
Os seguintes exames de monitoramento são recomendados para mulheres diagnosticadas com HIV antes ou durante a gravidez:
- Carga viral do HIV (através dos níveis de RNA do HIV) na primeira consulta pré-natal, 2–4 semanas após o início ou mudança da TAR, mensalmente até a carga viral se tornar indetectável, pelo menos a cada 3 meses durante a gravidez e entre 34 e 36 semanas para orientar decisões sobre o parto.
- Contagem de CD4 na primeira consulta pré-natal. Este exame deve ser repetido a cada 3 meses para gestantes em TAR há menos de 2 anos, com adesão inconsistente à TAR, contagens de CD4 inferiores a 300 células por milímetro cúbico ou carga viral alta. Caso contrário, a contagem de CD4 não precisa ser monitorada após a consulta inicial.
- Testagem de resistência a drogas do HIV deve ser realizada antes de iniciar a TAR em qualquer gestante, incluindo aquelas que já usaram ou não medicamentos antirretrovirais, e ao modificar regimes TAR falhos em gestantes. Nota: a TAR deve ser iniciada antes dos resultados da testagem de resistência.[39]
- Triagem padrão para glicose para monitorar diabetes gestacional.
- Exames de função hepática dentro de 2–4 semanas após o início ou mudança dos medicamentos TAR e a cada 3 meses subsequentes.[27]
- Monitoramento de toxicidades da TAR com base nos medicamentos específicos prescritos.
- Triagem para aneuploidias deve ser oferecida inicialmente por métodos não invasivos. Se esses exames forem anormais ou houver anormalidade na ultrassonografia, pode-se realizar testes invasivos por meio de amniocentese ou biópsia de vilosidades coriônicas uma vez que a TAR tenha sido iniciada e a carga viral do HIV esteja indetectável.
- Triagem para Hepatites A, B e C deve ser realizada em todas as gestantes com HIV, pois coinfecções são comuns.[40][27]
- Triagem adicional para Infecções Sexualmente Transmissíveis (IST) deve ser realizada, pois gestantes com HIV estão em maior risco de coinfecção do que a população geral, e a exposição a outras ISTs está associada a natimorto, parto prematuro, baixo peso ao nascer e outras complicações. A triagem deve incluir sífilis, infecções por gonococos, clamídia e tricomoníase.[27]
- Triagem para Tuberculose uma vez que pacientes com HIV têm alto risco de desenvolver tuberculose ativa.[27]
- Triagem para exposição prévia a Toxoplasma gondii deve ser realizada em gestantes com HIV, pois a reativação da infecção por Toxoplasma gondii pode ocorrer com contagem de CD4 baixa (inferior a 100 células por microlitro) e tem potencial para causar toxoplasmose congênita no feto, com diversas complicações.[27][41]
- Triagem para exposição ao Citomegalovírus (CMV) deve ser realizada, pois o CMV é a infecção congênita mais comum e está associado a perda auditiva congênita, deficiências graves e morte em bebês expostos.[27][41]

### Medicações antirretrovirais
Os objetivos da administração de antirretrovirais durante a gravidez são reduzir o risco de transmissão do HIV de mãe para filho, retardar a progressão da doença materna e reduzir os riscos de infecções oportunistas e morte na mãe. É importante escolher medicamentos que sejam os mais seguros possível para a mãe e o feto, e eficazes na redução da carga viral total. Certos medicamentos antirretrovirais possuem risco de toxicidade para o feto. Contudo, os benefícios gerais de um regime eficaz de TAR superam os riscos, e todas as mulheres são incentivadas a utilizar TAR durante toda a gravidez. É importante notar que as associações entre defeitos congênitos e medicamentos antirretrovirais são influenciadas por vários fatores que também podem contribuir para essas complicações, por exemplo: exposição a antagonistas do folato, status nutricional e de folato, e uso de tabaco, álcool e drogas durante a gravidez.
O regime TAR recomendado para mulheres grávidas com HIV é semelhante ao da população geral. Nos Estados Unidos, o regime TAR preferido é o de três drogas, em que as duas primeiras são inibidores nucleosídeos da transcriptase reversa (NRTIs) e a terceira é um inibidor de protease, um inibidor de integrase ou um inibidor não nucleosídeo da transcriptase reversa (NNRTI).
- Inibidores nucleosídeos da transcriptase reversa (NRTIs) são considerados a "base" da TAR e geralmente dois desses medicamentos são usados em combinação.
  - Devido ao seu perfil de segurança conhecido e uso extensivo em gestantes, a combinação zidovudina-lamivudina é a escolha preferida como base NRTI. A zidovudina pode agravar a anemia, portanto, pacientes anêmicas são aconselhadas a usar um agente alternativo.
  - Para mulheres coinfectadas com hepatite B, tenofovir com emtricitabina ou lamivudina é a base NRTI preferida.[43]
  - O uso de NRTIs pode causar uma complicação potencialmente fatal chamada acidose lática em algumas mulheres, por isso é importante monitorá-las para esse problema. Mortes por acidose lática e falência hepática estão associadas principalmente a dois NRTIs específicos, stavudina e didanosina. Portanto, combinações envolvendo esses medicamentos devem ser evitadas na gravidez.[31]
- Inibidores de protease (PIs) têm sido amplamente estudados na gravidez e, portanto, são o terceiro medicamento preferido no regime. Atazanavir-ritonavir e darunavir-ritonavir são dois dos PIs mais comuns usados durante a gravidez.
  - Existem dados conflitantes quanto à associação dos inibidores de protease com partos prematuros. O lopinavir potencializado tem a correlação mais forte com esse desfecho, portanto, mulheres com alto risco de parto prematuro são aconselhadas a não usar esse medicamento.[44]
  - Alguns PIs têm sido associados a hiperglicemia, mas não está claro se contribuem para o desenvolvimento de diabetes gestacional.[31]
  - Alguns PIs podem causar hiperbilirrubinemia e náusea, devendo esses efeitos colaterais ser monitorados de perto.
- Inibidores de integrase (IIs) são geralmente a terceira droga no regime quando um PI não pode ser utilizado. Eles reduzem rapidamente a carga viral e, por esse motivo, são frequentemente usados em mulheres diagnosticadas com HIV tardiamente na gravidez. O raltegravir (RAL) é o mais comumente utilizado.[44]
- Inibidores não nucleosídeos da transcriptase reversa (NNRTIs) podem ser usados na gravidez, contudo, possuem toxicidades significativas associadas ao seu uso, sendo, portanto, opções menos desejáveis para a TAR. Os NNRTIs mais comumente administrados na gravidez são o efavirenz (EFV) e a nevirapina (NVP).[44]

#### Profilaxia pré-exposição (PrEP)

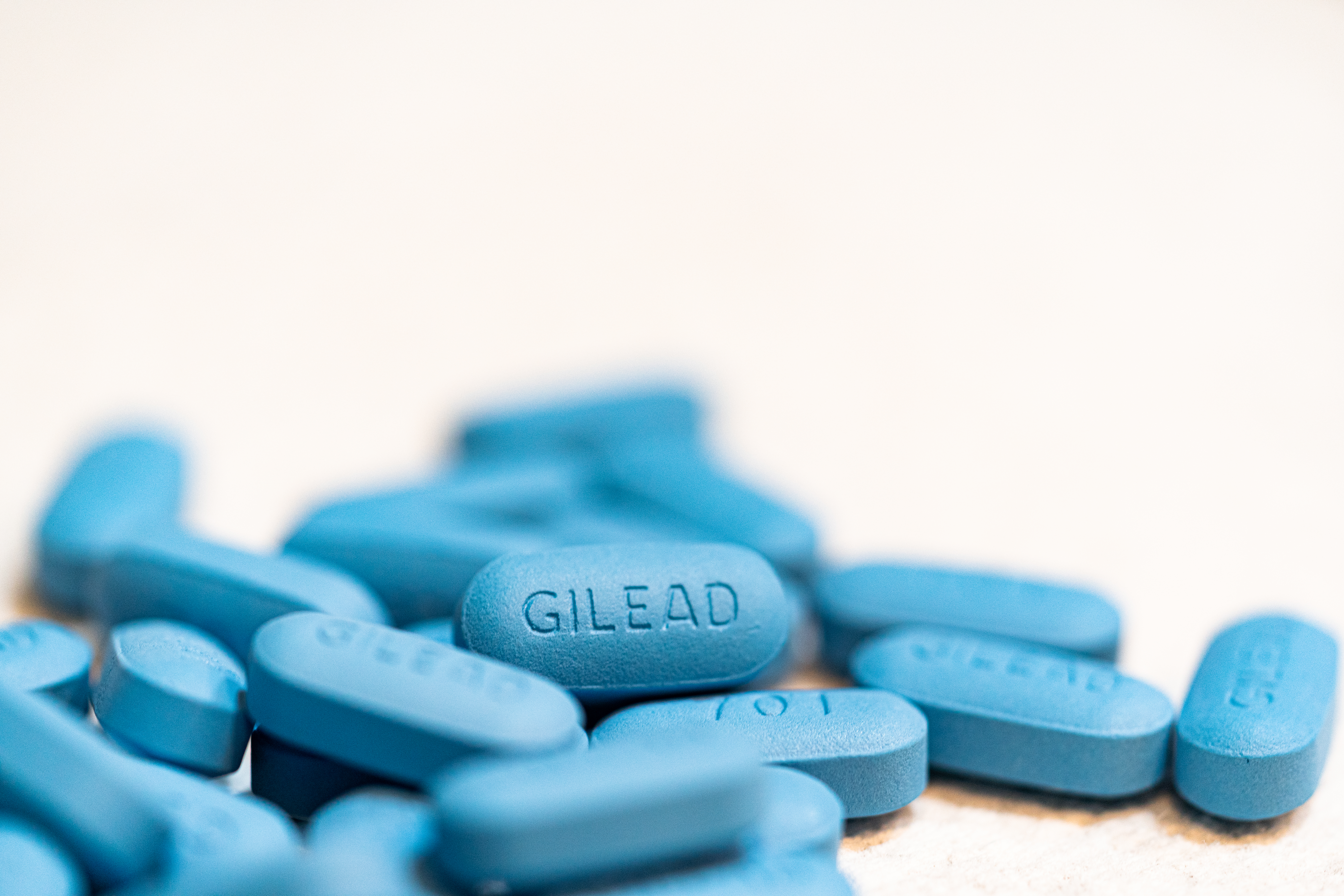

A PrEP deve ser oferecida na forma de combinação oral de tenofovir disoproxil fumarato/emtricitabina (TDF/FTC) para pacientes com risco de contrair HIV que estão tentando engravidar, que estão grávidas ou no pós-parto/amamentação. Pessoas em risco de contrair HIV incluem aquelas que mantêm relações sexuais sem preservativo com um parceiro HIV positivo, pacientes diagnosticados recentemente com uma infecção sexualmente transmissível e pessoas que fazem uso de drogas injetáveis. A PrEP é opcional se o parceiro HIV positivo estiver de forma confiável em TAR com carga viral indetectável. A PrEP pode reduzir o risco de aquisição do HIV tanto para a mãe quanto para o feto. Pacientes que utilizam PrEP devem ser orientados quanto à importância da adesão estrita à medicação, realizar testagens para HIV a cada três meses e estar atentos aos sintomas de uma infecção aguda, caso contraiam o vírus.

#### Suplementos nutricionais
A Vitamina A desempenha um papel no sistema imunológico e foi sugerida como uma intervenção de baixo custo que poderia ajudar a prevenir a transmissão do HIV de mãe para filho. Contudo, a análise de cinco grandes estudos que utilizaram suplementação de Vitamina A para prevenir a transmissão do HIV demonstrou que essa suplementação provavelmente tem pouco ou nenhum efeito na transmissão do vírus em gestantes. A suplementação com Vitamina A foi amplamente substituída pela terapia antirretroviral globalmente. Além disso, altas doses de Vitamina A natural podem ser tóxicas para o feto, o que é importante considerar no manejo do HIV em gestantes.

### Cuidados pós-natais

#### Acompanhamento materno
O componente mais importante do acompanhamento materno para mães com HIV no pós-parto é a TAR. Todas as mães devem continuar com seus medicamentos antirretrovirais após a alta hospitalar, e quaisquer alterações em seus regimes devem ser realizadas em consulta com os médicos que coordenam seu cuidado em HIV. O NIH também orienta que os prestadores de cuidados estejam atentos aos desafios únicos à adesão à medicação que as mães enfrentam no período pós-parto ao elaborar um regime de alta.

#### Tratamento e Acompanhamento do Bebê
Todos os recém-nascidos expostos ao HIV in utero devem receber medicações antirretrovirais no pós-parto dentro de 6 horas após o nascimento, com dosagem baseada na idade gestacional do recém-nascido. Recém-nascidos prematuros devem receber apenas zidovudina, lamivudina e/ou nevirapina, com base em testes de toxicidade.
Recém-nascidos expostos ao HIV in utero cujas mães estiveram em TAR antes e durante a gravidez e alcançaram supressão viral até o parto devem receber zidovudina por 4 semanas para continuar prevenindo a transmissão do HIV após o parto. Se uma gestante apresentar-se em trabalho de parto com status de HIV desconhecido e teste rápido de HIV positivo ou se o recém-nascido tiver alto risco de transmissão in utero (por exemplo, se a mãe não fez uso de medicamentos antirretrovirais antes da gravidez ou durante ela, não atingiu supressão viral ou teve infecção aguda por HIV durante a gravidez ou amamentação), o recém-nascido deve iniciar um regime presumptivo de TAR com três drogas para tratamento da infecção até que os resultados dos testes estejam disponíveis. Se o recém-nascido tiver infecção documentada após o nascimento, ele deve iniciar TAR de três drogas em doses terapêuticas que serão continuadas indefinidamente.
Em bebês com menos de 18 meses, a testagem para HIV deve consistir em ensaios virológicos que detectem diretamente o vírus, não testes de anticorpos para HIV, pois estes são menos confiáveis no período pós-parto. Os resultados desses testes podem ser afetados pelos medicamentos antirretrovirais, devendo ser repetidos. Todos os bebês expostos ao HIV in utero devem ser testados em três idades: 14–21 dias, 1–2 meses e 4–6 meses. Qualquer teste de HIV positivo deve ser repetido o quanto antes. O HIV não pode ser excluído como diagnóstico em um bebê exposto ao HIV e não amamentado até que o bebê apresente dois ou mais testes virológicos negativos, com pelo menos um teste aos 1 mês e outro aos 4 meses de idade, ou dois testes de anticorpos negativos para HIV com pelo menos 6 meses de idade.
Outros exames importantes para recém-nascidos incluem hemograma completo ao nascer para estabelecer uma linha de base das células sanguíneas do bebê. O bebê deve ser acompanhado com monitoramento laboratorial apropriado com base na idade gestacional e condição clínica, bem como os regimes de drogas maternas e fetais. As anomalias hematológicas importantes a serem monitoradas incluem anemia e neutropenia. Se ocorrerem essas complicações, o bebê pode necessitar da interrupção do regime TAR sob supervisão médica. Recém-nascidos expostos ao HIV in utero também devem receber medicamentos preventivos contra a pneumonia por Pneumocystis jirovecii entre 4–6 semanas de idade, após completarem o curso de 4 semanas dos medicamentos antirretrovirais, pois esta é uma complicação com risco de vida.
Embora o risco seja muito baixo, o HIV também pode ser transmitido a um bebê por meio de alimentos previamente mastigados por uma mãe ou cuidador infectado pelo HIV. Para segurança, bebês não devem ser alimentados com alimentos pré-mastigados.

#### Amamentação
Embora a adesão materna à TAR reduza a chance de transmissão do HIV para o bebê, ainda há risco de transmissão viral pelo leite materno. Além disso, há preocupação de que os medicamentos antirretrovirais maternos possam ser transferidos para o leite materno, causando toxicidade no bebê ou resistência futura aos medicamentos. Por essas razões, o NIH, CDC e a AAP desencorajam a amamentação por mulheres soropositivas nos Estados Unidos e em outros países desenvolvidos, pois existem alternativas de alimentação seguras, acessíveis e água potável. De fato, a ACOG lista a infecção materna por HIV como uma das poucas contraindicaçãos à amamentação.
Apesar dessas recomendações, algumas mulheres em países desenvolvidos optam por amamentar. Nessas situações, é importante que as mães mantenham rigorosa adesão aos regimes TAR e é aconselhado que os bebês recebam medicações antirretrovirais para prevenir possível transmissão viral por pelo menos 6 semanas. Notavelmente, quando as mães não aderem ao regime TAR, há um risco de 15-20% de aquisição do HIV pelo bebê por amamentação ao longo de 2 anos. Tanto bebês quanto mães devem ser testados regularmente durante o período de amamentação para assegurar a supressão viral adequada e a ausência de transmissão do HIV. O monitoramento materno deve incluir avaliação da carga viral do HIV, e a testagem do bebê deve ser realizada com exames virológicos para HIV.
A OMS determina que, em nações em desenvolvimento, a decisão sobre se as mães devem ou não amamentar deve ponderar o risco de prevenir a aquisição do HIV no bebê contra o aumento do risco de morte por desnutrição, diarreia e infecções graves não relacionadas ao HIV, caso o bebê não seja amamentado. Em nações em desenvolvimento, onde água potável e fórmula não são tão acessíveis, a amamentação é frequentemente incentivada para fornecer alimento e nutrientes adequados às crianças, pois o benefício da nutrição supera o risco de transmissão do HIV. As Recomendações da OMS de 2010 sobre HIV e Alimentação Infantil pretendem aumentar a taxa de sobrevivência de indivíduos com HIV e reduzir riscos não relacionados ao HIV em bebês e mães, incluindo:
- As autoridades nacionais de saúde de cada país devem recomendar uma única prática universal de alimentação infantil para mães com HIV, pois essas mães necessitam de aconselhamento persistente durante a alimentação, sendo melhor promovido quando as autoridades nacionais unificam suas orientações.
- Ao escolher a prática de alimentação a ser promovida e determinar como implementá-la, as autoridades devem considerar a prevalência de HIV, as taxas de mortalidade infantil e de crianças por causas não relacionadas ao HIV, as práticas correntes de alimentação infantil, o estado nutricional das crianças, a qualidade da água, os recursos de saneamento e a qualidade dos serviços de saúde.
- Mulheres que amamentam enquanto recebem TAR devem amamentar exclusivamente por 6 meses e, em seguida, continuar a amamentar até que o bebê complete 12 meses de idade. Anteriormente, era recomendado interromper a amamentação aos 6 meses, mas essa orientação foi alterada para melhorar os resultados nutricionais a longo prazo.
- A alimentação mista (quando o bebê é alimentado com fórmula e leite materno) deve ser evitada para reduzir o risco de transmissão do HIV e evitar diarreia e desnutrição.

Em nações em desenvolvimento, se a mãe apresentar alta carga viral (HIV RNA superior a 1000 cópias/L), a alimentação de substituição com fórmula só deve ser iniciada conforme as diretrizes da UNAIDS, conhecidas como critérios AFASS, "quando a alimentação de substituição é aceitável, viável, acessível, sustentável e segura.":95-6 Uma mãe deve fornecer fórmula infantil, conforme explicado pela OMS, se as seguintes condições forem atendidas:
- "Água potável e saneamento estão assegurados no nível doméstico e comunitário; e
- a mãe ou outro cuidador pode fornecer de forma confiável fórmula infantil suficiente para suportar o crescimento e desenvolvimento normais do bebê; e
- a mãe ou cuidador pode prepará-la de forma limpa e frequente, garantindo segurança e baixo risco de diarreia e desnutrição; e
- a mãe ou cuidador pode fornecer exclusivamente fórmula infantil nos primeiros seis meses; e
- a família apoia essa prática; e
- a mãe ou cuidador tem acesso a serviços de saúde que oferecem cuidados abrangentes à criança."

## Impactos Sociais

### Discriminação
Apesar dos avanços na prevenção da transmissão, mulheres com HIV ainda enfrentam discriminação em relação às suas escolhas reprodutivas. Na Ásia, foi constatado que metade das mulheres vivendo com HIV receberam orientações para não ter filhos e até 42% relataram terem sido negadas de serviços de saúde devido ao seu status de HIV.
A esterilização compulsória na tentativa de limitar a transmissão de mãe para filho tem sido praticada na África, Ásia e América Latina. Mulheres são forçadas a se submeter à esterilização sem seu conhecimento ou consentimento informado, e desinformação e incentivos são frequentemente usados para coagi-las a aceitar o procedimento. A esterilização forçada de mulheres com HIV é reconhecida internacionalmente como uma violação dos direitos humanos.
A defesa legal contra essa prática ocorreu em alguns países. Na Namíbia, foi ajuizada uma ação contra o governo por três mulheres com HIV que alegaram terem sido coagidas durante o parto a assinar formulários de consentimento que autorizavam a realização da esterilização. O caso LM & Others vs Governo da Namíbia é o primeiro desse tipo na África Subsaariana a tratar da esterilização coercitiva de mulheres com HIV. O tribunal concluiu que essas mulheres foram esterilizadas sem consentimento, mas não determinou que isso ocorreu devido ao seu status de HIV. Um caso de 2010 no Chile também buscou responsabilizar o governo por violações dos direitos sexuais e reprodutivos de mulheres vivendo com HIV.

### Considerações sobre a saúde
Mulheres grávidas com HIV podem receber a vacina inativada contra influenza e a vacina tríplice (Tdap) contra tétano, difteria e coqueluche durante a gravidez.
Muitos pacientes com HIV também apresentam outras condições de saúde conhecidas como comorbidades. Hepatites B, C, tuberculose e uso de drogas injetáveis são algumas das comorbidades mais comuns associadas ao HIV. Mulheres que testam positivas para HIV também devem ser avaliadas para essas condições, para que possam ser tratadas ou controladas adequadamente durante a gravidez. Essas comorbidades podem ter efeitos adversos sérios na mãe e no filho durante a gravidez, sendo, portanto, fundamental identificá-las precocemente.

### Desigualdades na saúde
Existem desigualdades bem documentadas quanto a quem é afetado pelo HIV/AIDS na gravidez. Por exemplo, um estudo com nascimentos na Flórida de 1998 a 2007 mostrou que pais identificados como hispânicos ou negros nos registros médicos tinham maior probabilidade de apresentar HIV na gravidez. Embora mais pesquisas sejam necessárias, a pobreza é uma inequidade estrutural significativa que pode influenciar essas diferenças nas taxas de HIV. Além disso, existem grandes disparidades no acesso às terapias antirretrovirais, medicações importantes para prevenir a transmissão do HIV de mãe para filho. A falta de acesso às terapias antirretrovirais esteve significativamente associada à elegibilidade restrita do Medicaid. Esses dados sugerem que uma melhor cobertura de seguro para diagnosticar, rastrear e tratar gestantes com HIV ajudaria a aumentar o acesso às medicações essenciais e a reduzir a transmissão do HIV de mãe para filho.

## Grupos de apoio
Bateganya et al. estudaram o impacto dos grupos de apoio para pessoas vivendo com HIV e constataram que 18/20 (90%) dos artigos revisados mostraram que os grupos de apoio tiveram um impacto positivo significativo. Estudos demonstram que os grupos de apoio reduzem a morbidade (presença de doença ou sintomas), reduzem a mortalidade (probabilidade de óbito), aumentam a qualidade de vida e incentivam o uso dos serviços de saúde. Há também pesquisas que mostram que os grupos de apoio, a curto prazo, têm um impacto positivo significativo para gestantes vivendo com HIV. Mundell et al. demonstraram que gestantes inscritas em grupos de apoio apresentaram 1) melhora na autoestima, 2) maior capacidade de lidar com seus diagnósticos e 3) maior probabilidade de seguirem os serviços de saúde e compartilharem seu diagnóstico de HIV, comparadas àquelas que não participaram de grupos de apoio. Essas pesquisas sugerem que gestantes vivendo com HIV podem se beneficiar de grupos de apoio entre pares.

## Links externos
- aidsinfo.nih.gov Arquivado em 2021-03-22 no Wayback Machine